# Руновский переулок
Руно́вский переу́лок — улица в центре Москвы в Замоскворечье между Озерковской набережной и Большой Татарской улицей.

## История
Возник в XVIII веке на месте урочища Руновка, где в XVII веке располагался дворцовый Овчинный двор, позже Овчинная слобода, давшая название Овчинниковским переулкам. Поэтому название Руновка обычно выводится из слова руно — старинное названия овечьей шерсти или шерсти с целой овцы. Более вероятно происхождение названия от неканонического имени или фамилии земле- или домовладельца (например, Иван Дмитриевич Руно, московский воевода середины XV века).
Название «Руновка» впервые задокументировано в 1551 году при упоминании церкви Михаила Архангела в Овчинниках. Также это название упомянуто в 1752 году при названии церкви Параскевы Пятницы, «что в Руновой улице», и в 1742 году — церкви Космы и Дамиана, «что в Руновке». Предполагается, что за переулком название закрепилось с начала XVIII века.
До начала XX века на картах изображалось продолжение переулка до церкви Параскевы Пятницы, ныне исчезнувшее.

## Описание
Руновский переулок начинается от стыка Озерковской и Овчинниковской набережных южнее дома 24/2, проходит на запад до Большой Татарской улицы с небольшим изгибом в середине переулка. Движение по переулку одностороннее в сторону набережных.

## Здания и сооружения
По нечётной стороне:
- № 5, строение 1 — жилой дом — административное здание. Построено в 1867 г., архитектор Д. Никифоров; перестроено в 1874 г., архитектор И. В. Кузнецов, и 1913 г., архитектор П. Щупров[2].
- № 5, строение 2 — жилой дом, построен в 1909 году, архитектор Н. Семёнов[2].

По чётной стороне:
- № 12 — бывший главный офис ОАО «Мастер-Банк», верхние этажи — жилые квартиры.
- № 14/5, строение 9 (угол с Большой Татарской улицей) — Представительство Администрации Кемеровской области при Правительстве Российской Федерации.

## Транспорт
По переулку не проходят маршруты общественного транспорта. Рядом с окончанием переулка находятся станции метро «Новокузнецкая» и «Третьяковская».